# David Marshall
David James Marshall, född 5 mars 1985 i Glasgow, Skottland, är en skotsk fotbollsspelare som spelar för Hibernian. Han spelade även för Skottlands landslag mellan åren 2004 och 2021.

## Karriär
Den 11 januari 2022 värvades Marshall av Queens Park Rangers, där han skrev på ett halvårskontrakt. I maj 2022 skrev Marshall på ett tvåårskontrakt med Hibernian.